# Haruichi Furudate
古舘 春一
Œuvres principales
- Haikyū!!

Haruichi Furudate (古舘 春一, Furudate Haruichi) est un mangaka japonais né le 7 mars 1982 à Karumai dans la préfecture d'Iwate. Il est connu pour être l'auteur du manga de volley-ball Haikyū!!, récipiendaire du prix Shōgakukan du meilleur shōnen manga en 2015.

## Œuvre
- 2010 : Kiben Gakuha, Yotsuya Senpai no Kaidan (詭弁学派、四ツ谷先生の怪?)
- 2012-2020 : Haikyū!! (ハイキュー!!?)